# Houtou (sockenhuvudort i Kina, Heilongjiang Sheng, lat 47,18, long 127,14)
Houtou (kinesiska: 后头, 后头乡) är en sockenhuvudort i Kina. Den ligger i provinsen Heilongjiang, i den nordöstra delen av landet, omkring 160 kilometer norr om provinshuvudstaden Harbin. Antalet invånare är 19 415. Befolkningen består av 9 583 kvinnor och 9 832 män. Barn under 15 år utgör 11,0 %, vuxna 15-64 år 80 %, och äldre över 65 år 7,0 %.
Runt Houtou är det tätbefolkat, med 297 invånare per kvadratkilometer. Närmaste större samhälle är Suileng, 8,7 km norr om Houtou. Trakten runt Houtou består till största delen av jordbruksmark.
Genomsnittlig årsnederbörd är 937 millimeter. Den regnigaste månaden är juli, med i genomsnitt 264 mm nederbörd, och den torraste är januari, med 12 mm nederbörd.